# Heinrich Walter
Heinrich Walter (født 21. oktober 1898 i Odessa, død 1989) var en schweizisk geobotaniker og øko-fysiolog.
Han opdagede loven om den relative voksestedskonstans. Eksamen fra Heidelbergs universitet i 1924. Fastansat professor i botanik ved Universität Hohenheim i Stuttgart fra 1945 til 1966.